# Suffløsen
Suffløsen é um filme de drama norueguês de 1999 dirigido e escrito por Hilde Heier. Foi selecionado como representante da Noruega à edição do Oscar 2000, organizada pela Academia de Artes e Ciências Cinematográficas.

## Elenco
- Hege Schøyen
- Sven Nordin